# Ron Lollar
Ron Lollar (Tennessee, 13 de agosto de 1948 – 6 de julho de 2018) foi um político americano. 

## Carreira
Foi um Republicano membro do Tennessee câmara dos deputados para o 99º distrito, que abrange parte do Condado de Shelby.
Ron morreu em seu sono, no dia 6 de julho, 2018, de um ataque cardíaco.